# Armoriale dei papi
L'armoriale dei papi è la raccolta degli stemmi (o armi) e delle relative blasonature, ossia delle loro descrizioni dettagliate, relative ai papi della Chiesa cattolica.
L'esistenza di stemmi anteriori al dodicesimo secolo non è accertata. Il primo stemma papale documentato è quello di papa Bonifacio VIII (1294-1303); gli stemmi precedenti, fino a papa Innocenzo III (1198-1216), sono nella maggior parte dei casi stemmi di famiglia.
Il primo stemma papale sormontato da una tiara è quello di papa Giovanni XXII (1316-1335) mentre il primo stemma con il motto è stato quello di papa Francesco (2013-2025).
| Papa                   | Papa | Papa                                 | Pontificato      | Stemma | Blasonatura | Note |
| ---------------------- | ---- | ------------------------------------ | ---------------- | ------ | --- | --- |
| Papa Innocenzo III     |      | Lotario dei Conti di Segni           | 1198-1216        |        | Di rosso, all'aquila col volo abbassato scaccata d'oro e di nero, membrata e imbeccata d'oro | Arma gentilizia: conti di Segni |
| Papa Onorio III        |      | Cencio Savelli                       | 1216-1227        |        | Bandato di rosso e d'oro, col capo d'argento caricato di due leoni affrontati tenenti una rosa su cui è posato un uccello, il tutto di rosso, e sostenuto da un filetto di verde | Arma gentilizia: Savelli |
| Papa Gregorio IX       |      | Ugolino dei Conti di Segni           | 1227-1241        |        | Di rosso, all'aquila col volo abbassato scaccata d'oro e di nero, membrata e imbeccata d'oro | Arma gentilizia: conti di Segni |
| Papa Celestino IV      |      | Goffredo Castiglioni                 | 1241             |        | Di rosso, al leone sorreggente una torre, chiusa e finestrata di nero, merlata alla guelfa, il tutto d'oro | Arma gentilizia: Castiglioni |
| Papa Innocenzo IV      |      | Sinibaldo Fieschi                    | 1243-1254        |        | Bandato d'argento e d'azzurro | Arma gentilizia: Fieschi |
| Papa Alessandro IV     |      | Rinaldo dei Conti di Segni           | 1254-1261        |        | Di rosso, all'aquila col volo abbassato scaccata d'oro e di nero, membrata e imbeccata d'oro | Arma gentilizia: conti di Segni |
| Papa Urbano IV         |      | Jacques Pantaléon                    | 1261-1264        |        | Inquartato, nel primo e nel quarto d'azzurro al giglio d'oro, nel secondo e nel terzo d'argento alla rosa di rosso | [ 4 ] |
| Papa Clemente IV       |      | Guy Foucois o Foucault o Foulques    | 1265-1268        |        | D'argento, all'aquila di rosso afferrante un drago di verde | |
| Papa Gregorio X        |      | Tebaldo Visconti                     | 1271-1276        |        | D'azzurro, col capo merlato di tre pezzi alla guelfa d'oro | |
| Papa Innocenzo V       |      | Pierre Tarentaise                    | 1276             |        | Incappato d'argento e di nero | Segnala l'appartenenza all'Ordine dei frati predicatori                                                                                          |
| Papa Adriano V         |      | Ottobono Fieschi                     | 1276             |        | Bandato d'argento e d'azzurro, | Arma gentilizia: Fieschi |
| Papa Giovanni XXI      |      | Pedro Julião o Hispano               | 1276-1277        |        | Inquartato nel primo e nel quarto d'argento ai tre crescenti montanti di rosso disposti 2 1; nel secondo e nel terzo di nero, a due pali d'oro | |
| Papa Niccolò III       |      | Giovanni Gaetano Orsini              | 1277-1281        |        | Bandato di rosso e d'argento e supporta una fascia d'oro caricata di un'anguilla sinuosa, col capo dell'ultimo caricato di una rosa di rosso bottonata d'oro | Arma gentilizia: Orsini |
| Papa Martino IV        |      | Simon de Brion                       | 1281-1285        |        | D'argento, alla banda vaiata d'oro e di rosso | |
| Papa Onorio IV         |      | Giacomo Savelli                      | 1285-1287        |        | Bandato di rosso e d'oro, col capo d'argento caricato di due leoni affrontati tenenti una rosa su cui è posato un uccello, il tutto di rosso, e sostenuto da un filetto di verde | Arma gentilizia: Savelli |
| Papa Niccolò IV        |      | Girolamo Masci                       | 1288-1292        |        | D'argento, alla banda d'azzurro accostata in capo e in punta da una stella di sei punte dello stesso, capo dell'ultimo caricato di tre gigli d'oro | |
| Papa Celestino V       |      | Pietro Angeleri da Morrone           | 1294             |        | D'oro, al leone d'azzurro, banda di rosso sul tutto | Attribuzione incerta, probabilmente postumo o di fantasia.                                                                                       |
| Papa Bonifacio VIII    |      | Benedetto Caetani                    | 1294-1303        |        | D'oro alla gemella ondata d'azzurro posta in banda | Arma gentilizia: Caetani. Si tratta del primo stemma papale accertato.                                                                           |
| Papa Benedetto XI      |      | Nicola Boccasini                     | 1303-1304        |        | Partito d'argento e di nero | |
| Papa Clemente V        |      | Bertrand de Got                      | 1305-1314        |        | D'oro a tre fasce di rosso | |
| Papa Giovanni XXII     |      | Jacques d'Euse o Duèse               | 1316-1335        |        | Inquartato: nel primo nel quarto d'oro, al leone d'azzurro accostato da dodici torte di rosso disposte in cinta; nel secondo e terzo di rosso, a due fasce d'oro | Primo stemma papale sormontato da una tiara. |
| Papa Benedetto XII     |      | Jacques Fournier                     | 1335-1342        |        | D'argento, con la bordura di rosso | |
| Papa Clemente VI       |      | Pierre Roger                         | 1342-1352        |        | D'argento, alla banda d'azzurro accompagnata in capo e in punta da tre rose di rosso bottonate d'oro, ordinate in cinta | Arma gentilizia: Roger |
| Papa Innocenzo VI      |      | Étienne Aubert                       | 1352-1362        |        | Di rosso, al leone d'argento, alla cotissa d'azzurro attraversante e cucita ad una fascia in divisa dello stesso e sostenente il capo di rosso, caricato di tre conchiglie d'argento | |
| Papa Urbano V          |      | Guillaume Grimoard                   | 1362-1370        |        | Troncato: inchiavato di quattro pezzi d'oro e di rosso | |
| Papa Gregorio XI       |      | Pierre Roger de Beaufort             | 1371-1378        |        | D'argento, alla banda d'azzurro accompagnata in capo e in punte da tre rose di rosso bottonate d'oro, ordinate in cinta | Arma gentilizia: Roger |
| Papa Urbano VI         |      | Bartomoleo Prignano                  | 1378-1389        |        | D'oro, all'aquila col volo abbassato d'azzurro | |
| Papa Bonifacio IX      |      | Pietro Tomacell                      | 1389-1404        |        | Di rosso, alla banda scaccata di tre file d'argento e d'azzurro | Arma gentilizia: Tomacelli |
| Papa Innocenzo VII     |      | Cosimo de'Migliorati                 | 1404-1406        |        | D'oro, alla banda d'azzurro accostata da due gemelle dello stesso e caricata di una stella cometa ondeggiante in banda | |
| Papa Gregorio XII      |      | Angelo Correr                        | 1406-1415        |        | Trocato: d'argento e d'azzurro alla losanga, dell'uno nell'altro | |
| Papa Martino V         |      | Oddone Colonna                       | 1417-1431        |        | Di rosso, alla colonna d'argento coronata d'oro | Arma gentilizia: Colonna |
| Papa Eugenio IV        |      | Gabriele Condulmer                   | 1431-1447        |        | D'azzurro, alla banda d'argento | Arma gentilizia: Condulmer |
| Papa Niccolò V         |      | Tommaso Parentucelli                 | 1447-1455        |        | Di rosso, a due chiavi decussate d'argento, gli ingegni in alto, e legate dello stesso | Arma di modestia |
| Papa Callisto III      |      | Alfonso de Borja (Borgia)            | 1455-1458        |        | D'oro, al bove pascente di rosso su una campagna ristretta di verde, con la bordura d'oro caricata di otto (3, 2, 2, 1) ciuffi d'erba al naturale | Arma gentilizia: Borgia |
| Papa Pio II            |      | Enea Silvio Piccolomini              | 1458-1464        |        | D'argento, alla croce patente d'azzurro caricata di cinque crescenti montanti d'oro | Arma gentilizia: Piccolomini |
| Papa Paolo II          |      | Pietro Barbo                         | 1464-1471        |        | D'azzurro, al leone d'argento, alla cotissa d'oro attraversante | Arma gentilizia: Barbo |
| Papa Sisto IV          |      | Francesco della Rovere               | 1471-1484        |        | D'azzurro, alla pianta di rovere sradicata d'oro ai quattro rami passanti a doppia croce di S. Andrea con foglie e frutti del medesimo | Arma gentilizia: Della Rovere |
| Papa Innocenzo VIII    |      | Giovanni Battista Cybo               | 1484-1492        |        | Di rosso, alla banda scaccata di tre file d'argento e d'azzurro; al capo di Genova: d'argento, alla croce patente di rosso | Arma gentilizia: Cybo |
| Papa Alessandro VI     |      | Roderic de Borja (Rodrigo de Borgia) | 1492-1503        |        | Partito: nel primo d'oro, al bove pascente di rosso su una campagna ristretta di verde, con la bordura d'oro caricata di otto (3, 2, 2, 1) ciuffi d'erba al naturale; nel secondo fasciato d'oro e di nero | Arma gentilizia: Borgia (partito con Gandía) |
| Papa Pio III           |      | Francesco Todeschini Piccolomini     | 1503             |        | D'argento, alla croce patente d'azzurro caricata di cinque crescenti montanti d'oro | Arma gentilizia: Piccolomini |
| Papa Giulio II         |      | Giuliano della Rovere                | 1503-1513        |        | D'argento, alla pianta di rovere sradicata d'oro ai quattro rami passanti a doppia croce di S. Andrea con foglie e frutti del medesimo | Arma gentilizia: Della Rovere |
| Papa Leone X           |      | Giovanni di Lorenzo de'Medici        | 1513-1521        |        | D'oro, a sei palle disposte in cinta, la prima d'azzurro caricata di tre gigli d'oro (2, 1), le altre di rosso | Arma gentilizia: Medici |
| Papa Adriano VI        |      | Adriaan Florenszoon Boeyens          | 1522-1523        |        | Inquartato: nel primo e nel quarto d'oro, a tre trappole di lupo di verde, disposte 2 e 1; nel secondo e nel terzo d'argento, al leone di nero coronato d'oro | |
| Papa Clemente VII      |      | Giulio de'Medici                     | 1523-1534        |        | D'oro, a sei palle disposte in cinta, la prima di azzurro caricata di tre gigli d'oro (2, 1), le altre di rosso | Arma gentilizia: Medici |
| Papa Paolo III         |      | Alessandro Farnese                   | 1534-1549        |        | D'oro, a sei fiori di giglio d'azzurro disposti 3, 2, e 1 | Arma gentilizia: Farnese |
| Papa Giulio III        |      | Giovanni Maria Ciocchi del Monte     | 1550-1555        |        | D'azzurro, alla banda di rosso, bordata d'oro, caricata di tre monti d'oro, ciascuno formato da tre cime, alternati da due corone d'alloro pure d'oro | Arma gentilizia: Ciocchi del Monte |
| Papa Marcello II       |      | Marcello Cervini                     | 1555             |        | D'azzurro, al cerbiatto coricato su di una pianura al naturale e attraversante alla base le nove spighe di grano disposte a ventaglio a tre a tre, il tutto d'oro | |
| Papa Paolo IV          |      | Giovanni Pietro Carafa               | 1555-1559        |        | Di rosso, a tre fasce d'argento | Arma gentilizia: Carafa |
| Papa Pio IV            |      | Giovanni Angelo Medici               | 1559-1565        |        | D'oro, a sei palle disposte in cinta, la prima di azzurro caricata di tre gigli d'oro disposti 2 e 1, le altre di rosso | Arma gentilizia: Medici |
| Papa Pio V             |      | Antonio Michele Ghislieri            | 1566-1572        |        | Bandato d'oro e di rosso | Arma gentilizia: Ghislieri |
| Papa Gregorio XIII     |      | Ugo Buoncompagni                     | 1572-1585        |        | Di rosso, al drago spiegato e reciso di rosso | Arma gentilizia: Boncompagni |
| Papa Sisto V           |      | Felice Peretti                       | 1585-1590        |        | D'azzurro, al leone tenente con la branca anteriore destra un ramo di pero fruttato di tre pezzi, il tutto d'oro, alla cotissa di rosso attraversante caricata in capo di una stella d'oro a otto raggi e in punta da un monte di tre cime d'argento disposto nel verso della cotissa | |
| Papa Urbano VII        |      | Giovanni Battista Castagna           | 1590             |        | Bandato d'argento e di rosso, col capo dello stesso caricato da una castagna fogliata d'oro e sostenuto da una fascia d'oro. | |
| Papa Gregorio XIV      |      | Niccolò Sfondrati                    | 1590-1591        |        | Inquartato: nel primo e nel quarto d'oro, alla banda doppiomerlata d'azzurro accompagnata da due stelle a otto punte dello stesso caricata di un filetto d'argento; nel secondo e nel terzo d'argento all'albero sradicato di verde | |
| Papa Innocenzo IX      |      | Giovanni Antonio Facchinetti         | 1591             |        | D'argento, al noce sradicato al naturale. | |
| Papa Clemente VIII     |      | Ippolito Aldobrandini                | 1592-1605        |        | D'azzurro, alla banda doppiomerlata accostata da sei stelle a otto punte, il tutto d'oro | Arma gentilizia: Aldobrandini |
| Papa Leone XI          |      | Alessandro Ottaviano de'Medici       | 1605-1605        |        | D'oro, a sei palle disposte in cinta, la prima d'azzurro caricata di tre gigli d'oro disposti 2 e 1, le altre di rosso. | Arma gentilizia: Medici |
| Papa Paolo V           |      | Camillo Borghese                     | 1605-1621        |        | D'azzurro, al drago spiegato d'oro, col capo del secondo caricato di un'aquila spiegata di nero, coronata d'oro. | Arma gentilizia: Borghese |
| Papa Gregorio XV       |      | Alessandro Ludovisi                  | 1621-1623        |        | Di rosso, a tre bande centrate d'oro, ritirate nel campo e bordate dello stesso | Arma gentilizia: Ludovisi |
| Papa Urbano VIII       |      | Maffeo Barberini                     | 1623-1644        |        | D'azzurro, alle tre api montanti d'oro due e una | Arma gentilizia: Barberini |
| Papa Innocenzo X       |      | Giovanni Battista Pamphilj           | 1644-1655        |        | Di rosso, alla colomba posante d'argento e imbeccante un ramo di ulivo al naturale, col capo d'azzurro, caricato di tre gigli d'oro divisi da due verghette di rosso congiunte al capo | Arma gentilizia: Pamphilj |
| Papa Alessandro VII    |      | Fabio Chigi                          | 1655-1667        |        | Inquartato: nel primo e nel quarto della Rovere: d'azzurro alla pianta di rovere sradicata d'oro, i rami passanti in doppia croce di S. Andrea; nel secondo e nel terzo di Chigi: di rosso al monte di sei cime sormontato da una stella a otto punte, il tutto d'oro. | Arma gentilizia: Chigi |
| Papa Clemente IX       |      | Giulio Rospigliosi                   | 1667-1669        |        | Inquartato d'oro e d'azzurro, a quattro losanghe dell'uno nell'altro. | Arma gentilizia: Rospigliosi |
| Papa Clemente X        |      | Emilio Bonaventura Altieri           | 1670-1676        |        | D'azzurro, a sei stelle a sei punte d'argento disposte tre, due e una, con la filiera inchiavata del primo e del secondo | Arma gentilizia: Altieri |
| Papa Innocenzo XI      |      | Benedetto Odescalchi                 | 1676-1689        |        | D'argento, a tre burelle di rosso accompagnate da un leone passante sulla prima e da sei navicelle di incenso, tre sostenute dalla seconda, due dalla terza e una posta nella punta, il tutto di rosso, col capo d'oro caricato di un'aquila spiegata di nero, coronata del campo. | Arma gentilizia: Odescalchi |
| Papa Alessandro VIII   |      | Pietro Vito Ottoboni                 | 1689-1691        |        | Troncato: nel primo del Capo dell'Impero: d'oro, all'aquila bicipite spiegata di nero, coronata del campo sulle due teste; nel secondo, trinciato d'azzurro e di verde, alla banda d'argento attraversante | Arma gentilizia: Ottoboni |
| Papa Innocenzo XII     |      | Antonio Pignatelli                   | 1691-1700        |        | D'oro, a tre pignatte di nero disposte due e una, le due in capo affrontate | Arma gentilizia: Pignatelli |
| Papa Clemente XI       |      | Giovanni Francesco Albani            | 1700-1721        |        | D'azzurro, alla fascia accompagnata in capo da una stella a otto raggi e in punta da un monte di tre cime, il tutto d'oro. | Arma gentilizia: Albani |
| Papa Innocenzo XIII    |      | Michelangelo Conti                   | 1721-1724        |        | Di rosso, all'aquila col volo abbassato scaccata d'oro e di nero, membrata e imbeccata d'oro | |
| Papa Benedetto XIII    |      | Pietro Francesco Orsini              | 1724-1730        |        | Partito: nel primo bandato di rosso e d'argento, col capo d'argento caricato di una rosa di rosso bottonata d'oro e sostenuto da una fascia d'oro caricata di un'anguilla ondeggiante di verde; nel secondo d'azzurro, alla torre di tre palchi d'argento chiusa e finestrata di nero e terrazzata di verde; col capo della Religione Domenicana: d'argento mantellato di nero caricato del cane d'argento coricato su un libro dello stesso, ingollante una torcia accesa e sormontato da una corona all'antica d'oro racchiudente un gambo di giglio fiorito al naturale posto in sbarra, il tutto sormontato da una stella d'argento a otto punte caricata sul mantello | |
| Papa Clemente XII      |      | Lorenzo Corsini                      | 1730-1740        |        | Bandato d'argento e di rosso, alla fascia d'azzurro attraversante | Arma gentilizia: Corsini |
| Papa Benedetto XIV     |      | Prospero Lorenzo Lambertini          | 1740-1758        |        | D'oro, a tre pali di rosso | |
| Papa Clemente XIII     |      | Carlo della Torre di Rezzonico       | 1758-1769        |        | Inquartato: nel primo di rosso, alla croce d'argento; nel secondo e terzo d'azzurro, alla torre di tre palchi d'argento chiusa e finestrata di nero; nel quarto di rosso, a tre sbarre d'argento. Sul tutto uno scudetto d'oro, all'aquila bicipite di nero col volo abbassato (o spiegata) coronata dello stesso sulle due teste, timbrato da una corona d'oro all'antica. | Arma gentilizia: Rezzonico |
| Papa Clemente XIV      |      | Giovanni Vincenzo Antonio Ganganelli | 1769-1774        |        | D'azzurro, alla fascia di rosso accompagnata in capo da tre stelle a sei raggi e in punta da un monte di tre cime, il tutto d'oro, col capo dei Francescani Conventuali: d'azzurro a due braccia decussate, le mani stigmatizzate, quello in banda di carnagione e quello in sbarra vestito di nero, sormontate da una crocetta di nero. | |
| Papa Pio VI            |      | Giovanni Angelo Braschi              | 1775-1799        |        | Di rosso, alla pianta di giglio fiorita e fogliata al naturale, piantata su di una pianura di verde, curvata dal soffio d'argento del vento Borea di carnagione e movente dal cantone destro del capo; col capo d'argento caricato di tre stelle d'oro a otto punte. Idem, a volte è posto su di un inquartato: nel primo e nel quarto d'oro, all'aquila bicipite di nero spiegata, coronata dello stesso; nel secondo e nel terzo d'azzurro, alla fascia d'argento caricata di tre stelle a sei punte e accompagnata da due gigli d'argento. | |
| Papa Pio VII           |      | Barnaba Chiaramonti                  | 1800-1823        |        | Partito: nel primo della religione Benedettina: d'argento, alla croce di calvario doppia fondata su un monte di tre cime e attraversata dalla scritta PAX posta i fascia, il tutto d'oro; nel secondo: trinciato d'oro e di azzurro, alla banda d'argento attraversante caricata di tre teste di moro bendate dello stesso disposte in palo, col capo d'azzurro caricato di tre stelle a 6 punte d'oro, disposte una e due. | Segnala l'appartenenza alla Congregazione cassinese dell'Ordine di San Benedetto, il cui stemma è impalato con quello della famiglia Chiaramonti |
| Papa Leone XII         |      | Annibale della Genga                 | 1823-1829        |        | D'azzurro, all'aquila dal volo abbassato e coronata d'oro. | |
| Papa Pio VIII          |      | Francesco Saverio Castiglioni        | 1829-1830        |        | Di rosso, al leone d'argento sorreggente con le branche anteriori una torre d'oro, merlata alla guelfa, chiusa e finestrata di nero | Arma gentilizia: Castiglioni |
| Papa Gregorio XVI      |      | Bartolomeo Alberto Cappellari        | 1831-1846        |        | Partito: nel primo della Religione Camaldolese: d'azzurro al calice d'oro sormontato da una cometa ondeggiante dello stesso disposta in palo e affiancato da due colombe affrontate d'argento in atto di bere nel calice; nel secondo di Cappellari: troncato d'azzurro e d'argento, alla fascia di rosso attraversante, caricata di tre stelle a sei punte d'oro e accompagnata in capo da un cappello ecclesiastico con due cordoni e due fiocchi di nero | Segnala l'appartenenza alla Congregazione camaldolese, il cui stemma è impalato con quello della famiglia Cappellari                             |
| Papa Pio IX            |      | Giovanni Maria Mastai Ferretti       | 1846-1878        |        | Inquartato: nel primo e nel quarto di Mastai: d'azzurro, al leone poggiante con la branca posteriore sinistra su una palla, il tutto d'oro; nel secondo e nel terzo di Ferretti: d'argento a due bande di rosso | Arma gentilizia: Mastai Ferretti |
| Papa Leone XIII        |      | Vincenzo Gioacchino Pecci            | 1878-1903        |        | D'azzurro, al cipresso piantato su una pianura, il tutto di verde, alla fascia d'argento attraversante, accompagnata nel cantone destro del capo da una stella cometa d'oro disposta in banda e in punta da due gigli del medesimo | Arma gentilizia: Pecci |
| Papa Pio X             |      | Giuseppe Melchiorre Sarto            | 1903-1914        |        | D'azzurro, all'ancora a tre braccia di nero cordonata di rosso, posta in banda sopra un mare ondato al naturale e sormontata nel capo da una stella a sei punte d'oro, col capo di Venezia: d'argento, al leone alato passante, guardante e nimbato, tenente con la branca anteriore destra un libro recante la scritta: PAX TIBI MARCE EVANGELISTA MEUS e una spada, il tutto d'oro. | |
| Papa Benedetto XV      |      | Giacomo della Chiesa                 | 1914-1922        |        | Trinciato d'azzurro e d'oro, alla chiesa d'argento tegolata di rosso, chiusa e finestrata di nero, attraversante sul tutto, col capo d'oro caricato di un'aquila nascente di nero. | Arma alludente: Della Chiesa |
| Papa Pio XI            |      | Achille Ratti                        | 1922-1939        |        | Troncato: nel primo d'oro, all'aquila col volo abbassato di nero, membrata e imbeccata del campo; nel secondo d'argento, a tre palle di rosso disposte due e una | |
| Papa Pio XII           |      | Eugenio Pacelli                      | 1939-1958        |        | D'azzurro, alla colomba con la testa rivolta d'argento, imbeccante un ramoscello d'ulivo di verde e posata su un monte di tre cime d'argento, movente da una burella di verde posta su un mare ondato al naturale | Arma alludente: assonanza tra "Pacelli" e pax coeli (colomba con l'ulivo)                                                                        |
| Papa Giovanni XXIII    |      | Angelo Giuseppe Roncalli             | 1958-1963        |        | Di rosso, alla fascia d'argento, alla torre al naturale chiusa e finestrata di nero attraversante sul tutto e accostata in capo da due gigli d'argento, col capo patriarcale di Venezia: d'argento, al leone alato passante, guardante e nimbato, tenente con la branca anteriore destra un libro aperto recante la scritta PAX TIBI EVANGELISTA MEUS, il tutto d'oro | |
| Papa Paolo VI          |      | Giovanni Battista Montini            | 1963-1978        |        | Di rosso, al monte di sei cime uscente dalla punta, sormontato da tre gigli disposti uno e due, il tutto d'argento | Stemma della famiglia Montini |
| Papa Giovanni Paolo I  |      | Albino Luciani                       | 1978             |        | D'azzurro, al monte di sei cime d'argento uscente dalla punta, sormontato da tre stelle d'oro, disposte una e due, col capo patriarcale di Venezia: d'argento caricato di un leone passante, guardante e nimbato, tenente con la branca anteriore destra un libro recante la scritta PAX TIBI MARCE EVANGELISTA MEUS, il tutto d'oro | San Marco |
| Papa Giovanni Paolo II |      | Karol Wojtyła                        | 1978-2005        |        | D'azzurro, alla croce patente d'oro, il legno verticale movente dalla linea mediana dello scudo verso il fianco destro, accompagnata nel cantone sinistro inferiore dalla lettera capitale M dello stesso | devozione alla Madonna |
| Papa Benedetto XVI     |      | Joseph Ratzinger                     | 2005-2013        |        | Di rosso, cappato di oro, alla conchiglia del medesimo; la cappa destra, alla testa di moro al naturale, coronata e collarinata del primo; la cappa sinistra, all'orso naturale, lampassato e caricato di un fardello di rosso, cinghiato di nero | riferimenti all'arcidiocesi di Monaco e Frisinga, a Sant'Agostino, alla cultura monastica e ai pellegrinaggi                                     |
| Papa Francesco         |      | Jorge Mario Bergoglio                | 2013-2025        |        | D'azzurro, al disco raggiante e fiammeggiante d'oro (ombra di sole) caricato delle lettere IHS di rosso, la H sormontata da una croce di rosso e in punta, i tre chiodi della Passione di nero (emblema dei gesuiti); il canton destro della punta alla stella a otto raggi (simbolo della Vergine Maria) d'oro; il canton sinistro della punta al fiore di nardo (simbolo di San Giuseppe), pure d'oro, posto in sbarra | Primo stemma con presenza esplicita del motto. Segnala l'appartenenza alla Compagnia di Gesù                                                     |
| Papa Leone XIV         |      | Robert Francis Prevost               | 2025 - in carica |        | Tagliato: nel primo d'azzurro, al giglio d'argento (simbolo mariano); nel secondo di bianco, al cuore ardente e trafitto da una freccia posta in sbarra, il tutto di rosso e sostenuto dal libro al naturale (emblema dell'Ordine di Sant'Agostino) | Segnala l'appartenenza all'Ordine di Sant'Agostino.                                                                                              |
| Papa                   | Papa | Papa                                 | Pontificato      | Stemma | Blasonatura | Note |